# Асоциация на карибските държави
Асоциацията на Карибските държави (АСS, на испански: Asociación de Estados del Caribe; на френски: Association des États de la Caraïbe) е съюз от държави, разположени около Карибския басейн. Формиран е с идеята за кооперация, форум за диалог и действие на Карибските страни. Първичната идея зад създаването на АКД е развитие на търговия, увеличаване на транспортния обем, засилване на устойчив туризъм и за да осигури по-добра координация между страните срещу природните бедствия, като тропическите урагани, които често нанасят разрушения на Карибските острови.
Съюзът се състои от 25 държави членки и 4 асоциирани членки. Конвенцията, с която се създава АКД, е подписана на 24 юли 1994 в Колумбия. Генералният секретарят на организацията е локализиран в столицата на Тринидад и Тобаго.

## Задачи и цели
Държавите членки определят 5 сфери, в които да се насочат усилията на Асоциацията:
- Опазването на Карибско море. Опазването и консервацията на всички природни ресурси.[2]
- Развиване на туризма. Развитието на туризма е важна стъпка за икономическото развитие на региона.[3]
- Търговия и външно-икономически отношения. АКД предлага рамка за диалог и дейности, които да задълбочат регионалната търговия и инвестиции, които да доведат до интегрирането на Карибския регион в международните икономически отношения.[4]
- Природни бедствия. Една от най-важните теми в Карибския регион, тъй като природните бедствия не само унищожават инфраструктура и убиват хора, но и икономическите последствия допълнително усложняват ситуацията на Карибските страни.[5]
- Транспорт. Засиления морски и въздушен транспорт събира страните в по-близка интеграция и е фундаментално условие за постигането на общи цели.[6]

## Структура
Основните и постоянни органи на Асоциацията са:
- Съвета на министрите
- Главен секретариат

### Съвет на министрите
Съветът е съставен от министрите или техни представители от всяка страна членка. Той е основният законодателен орган, както и основният орган, който се занимава с политиката на Асоциацията. Съветът на министрите следи функциите и действията на Секретариата и на Асоциацията като цяло. Организира годишна среща последните две седмици на всеки януари.

### Изпълнителен борд
Изпълнителният борд на Съвета на министрите се състои от председател, двама вицепредседатели и докладчик. Те се назначават по време на годишната среща на министрите и изпълняват своите функции до следващата годишна среща. Назначенията се решават на база географска и езична ротация между отделните групи в Асоциацията. Изпълнителният борд осигурява насоки и последвала координация при имплементирането на Работната програма на АКД. Бордът се събира два пъти в годината между обикновените и междусесийните срещи на Съвета на министрите.

### Междусесийни срещи
В полза на поддържането на комуникация и координиране между държавите членки и Секретариата АКД организира един път в годината междусесийна среща. Тя е отворена за участие на всички държави в съюза и е председателствана от представителите на страните от Изпълнителния борд. Основна задача на тези срещи е проследяването на прогреса, направен по Работната програма на АКД. Освен това се разглежда и оценява работата на Специалните комисии и Секретариата.

### Специални комитети
Съветът на министрите изгражда следните специални комисии, които да сътрудничат при имплементирането на основните цели:
- Специален комитет по развитие на търговията и външно-икономическите отношения.
- Специален комитет по транспорта.
- Специална комитет по туризма.
- Специална комитет по превенция на природните бедствия
- Специален комитет по бюджета и администрацията.[10]

### Секретариат
АКБ Секретариатът се намира в Тринидад и Тобаго. Официалните езици на Асоциацията са английски, немски и френски, затова всички официални документи се превеждат и на трите езика. Начело на Секретариата е Главният секретар, който отговаря за международните връзки с други региони и международни организации, финансирането на проекти, организирането на срещите на АКБ, информиране и координация с всички държави членки и управляване на финансите на АКБ.

## Членове
„The Greater Caribbean“ е политическа концепция, лансирана от държавите членки, с основна идея полагане на основите за единство сред членовете на АКБ. С тази концепция, която включва цялата зона, граничеща с Карибско море, акцент се поставя върху общите исторически, социални и културни характеристики. От географска гледна точка тя свързва Антилите и редица страни, чиито територии на са напълно Карибски, но които споделят територии с други области като Централна Америка, Северна Америка, Андите и области от Южна Америка. Пълноправните членки имат правото да участват в дискусии и последвало гласуване на срещите на Съвета на министрите и Специалните комитети.
| - Антигуа и Барбуда - Бахамски острови - Барбадос - Белиз - Колумбия - Коста Рика - Куба - Доминика - Доминиканска република | - Салвадор - Гренада - Гватемала - Гвиана - Хаити - Хондурас - Ямайка - Мексико | - Никарагуа - Панама - Сейнт Китс и Невис - Сейнт Лусия - Сейнт Винсент и Гренадини - Суринам - Тринидад и Тобаго - Венецуела |

### Асоциираните членки
Асоциираните членки имат правото да се намесят и гласуват по проблеми, които пряко засягат националните им интереси.
- Аруба
- Кюрасао
- Франция
- Синт Мартен
- Търкс и Кайкос

### Страни наблюдателки
- Аржентина
- Бразилия
- Канада
- Чили
- Еквадор
- Египет
- Финландия
- Индия
- Италия
- Нидерландия
- Южна Корея
- Мароко
- Перу
- Русия
- Испания
- Турция
- Украйна
- Великобритания

### Учредителни наблюдатели
- Секретариатът на карибската общност (CARICOM)
- Икономическа система на Латинска Америка (SELA)
- Система за интеграция на Централна Америка (SICA)
- Постоянният секретариат на Общото споразумение за икономическа интеграция на Централна Америка (SIECA)
- Икономическа комисия на ООН за Латинска Америка и Карибския басейн (ECLAC)
- Организация по туризъм на Карибите (CTO)

## Срещи
Срещите от високо равнище са важни за обсъждането на проблемите и предизвикателствата поставени на международния дневен ред, но също така служат за възможност за укрепване на историческите, икономическите, социалните и културни връзки между народите на Карибите.
| колона Среща | колона Дата                         | колона Място                                |
| --- | ----------------------------------- | ------------------------------------------- |
| V SUMMIT OF ACS HEADS OF STATE AND/OR GOVERNMENT                                                                    | 26 април 2013                       | Pétion Ville, Haiti                         |
| 5th Summit of the Heads of State and or Government of the ACS (TBC)                                                 | 29 ноември 2012                     | Indigo Bay Club, Haiti                      |
| 1st Meeting Committee to Draft the Declaration of the Fifth ACS Summit                                              | 17 юли 2012                         | Panama City, Panama                         |
| 4th Summit of Heads of State and/or Government of the Association of Caribbean States                               | 29 юли 2005                         | Panama City, Panama                         |
| 3rd Summit of Heads of State and/or Government of the States and Territories of the Association of Caribbean States | 11 декември 2001 – 12 декември 2001 | Margarita, Venezuela                        |
| 2nd Summit of Heads of State and/or Government of the States and Territories of the Association of Caribbean States | 16 април 1999 – 17 април 1999       | Santo Domingo de Guzmán, Dominican Republic |
| 1st Summit of Heads of State and/or Government of the Association of Caribbean States                               | 17 август 1995 – 18 август 1995     | Trinidad & Tobago                           |